# Kreuzkirche Schulzendorf

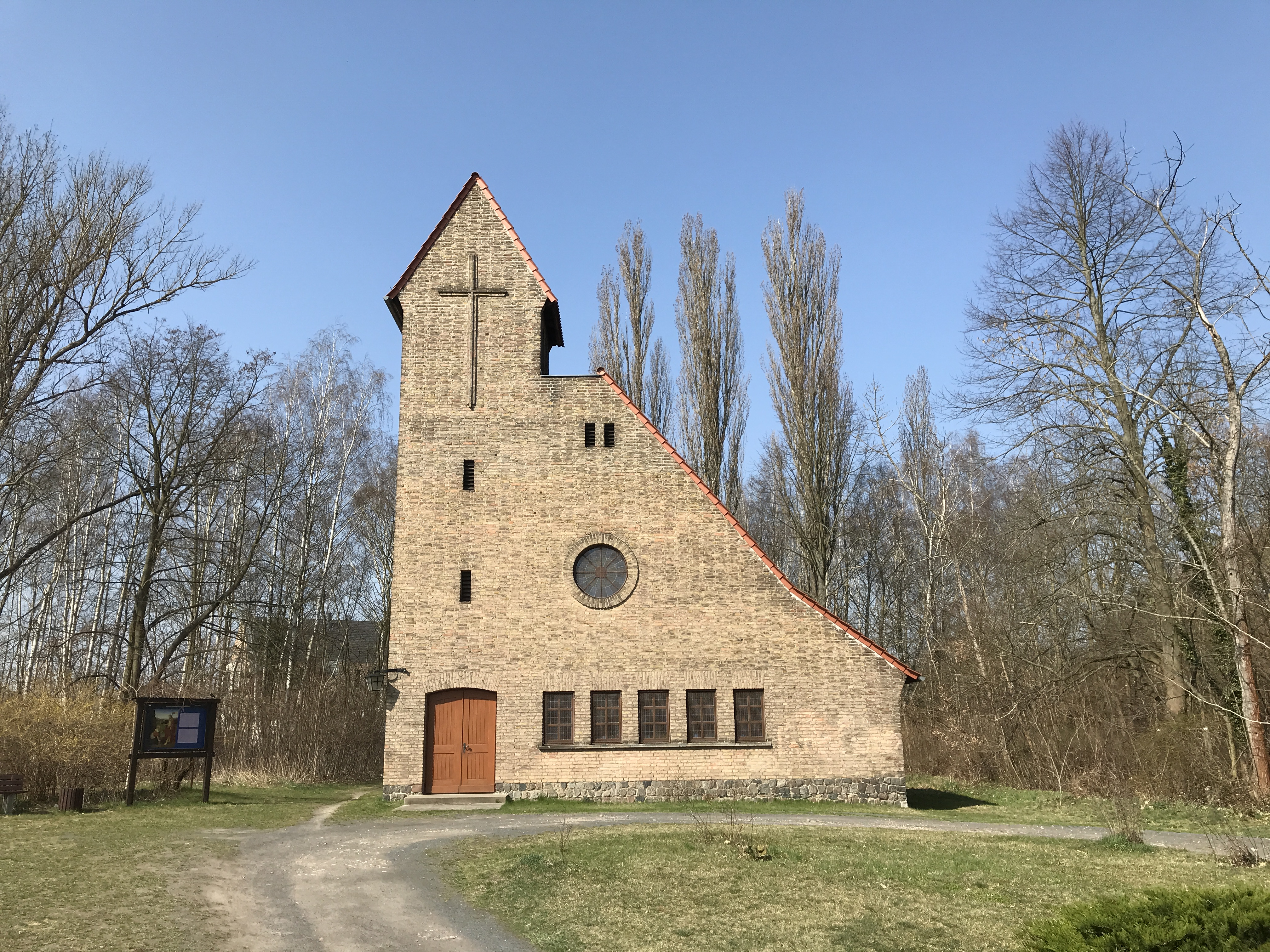
Kreuzkirche Schulzendorf

Die evangelische Kreuzkirche Schulzendorf ist eine Saalkirche aus dem Jahr 1952 in Schulzendorf, einer Gemeinde im Landkreis Dahme-Spreewald im Land Brandenburg. Die Kirchengemeinde gehört zum Evangelischen Kirchenkreis Neukölln der Evangelischen Kirche Berlin-Brandenburg-schlesische Oberlausitz. Das Bauwerk ist nicht geostet.

## Lage
Die Ernst-Thälmann-Straße führt von Südwesten kommend in nordöstlicher Richtung durch den Ort. Südlich zweigt die Richard-Wagner-Straße ab. Dort treffen die Siedlungsteile Schulzendorf-Mitte und Eichberg aufeinander. Die Kirche steht nördlich dieser Abzweigung auf einem Grundstück, das nicht eingefriedet ist.

## Geschichte
Alt-Schulzendorf wurde 1375 erstmals urkundlich erwähnt. Dort steht auf dem Dorfanger ein neogotischer Kirchbau aus dem Jahr 1865, die Patronatskirche  Alt-Schulzendorf. Da im historischen Ortskern jedoch keine weitere Siedlungsentwicklung stattfand, zersplitterte die Kirchengemeinde im Laufe der Zeit. Sie entschloss sich daher im Jahr 1951 zu einem Neubau. In zwei Jahren errichteten Handwerker unter der Leitung des Erfurter Architekten Jakob Wassum das Bauwerk, dessen Kirchweihe am 6. April 1952 stattfand. 1979 wurde die Patronatskirche entwidmet.

## Baubeschreibung

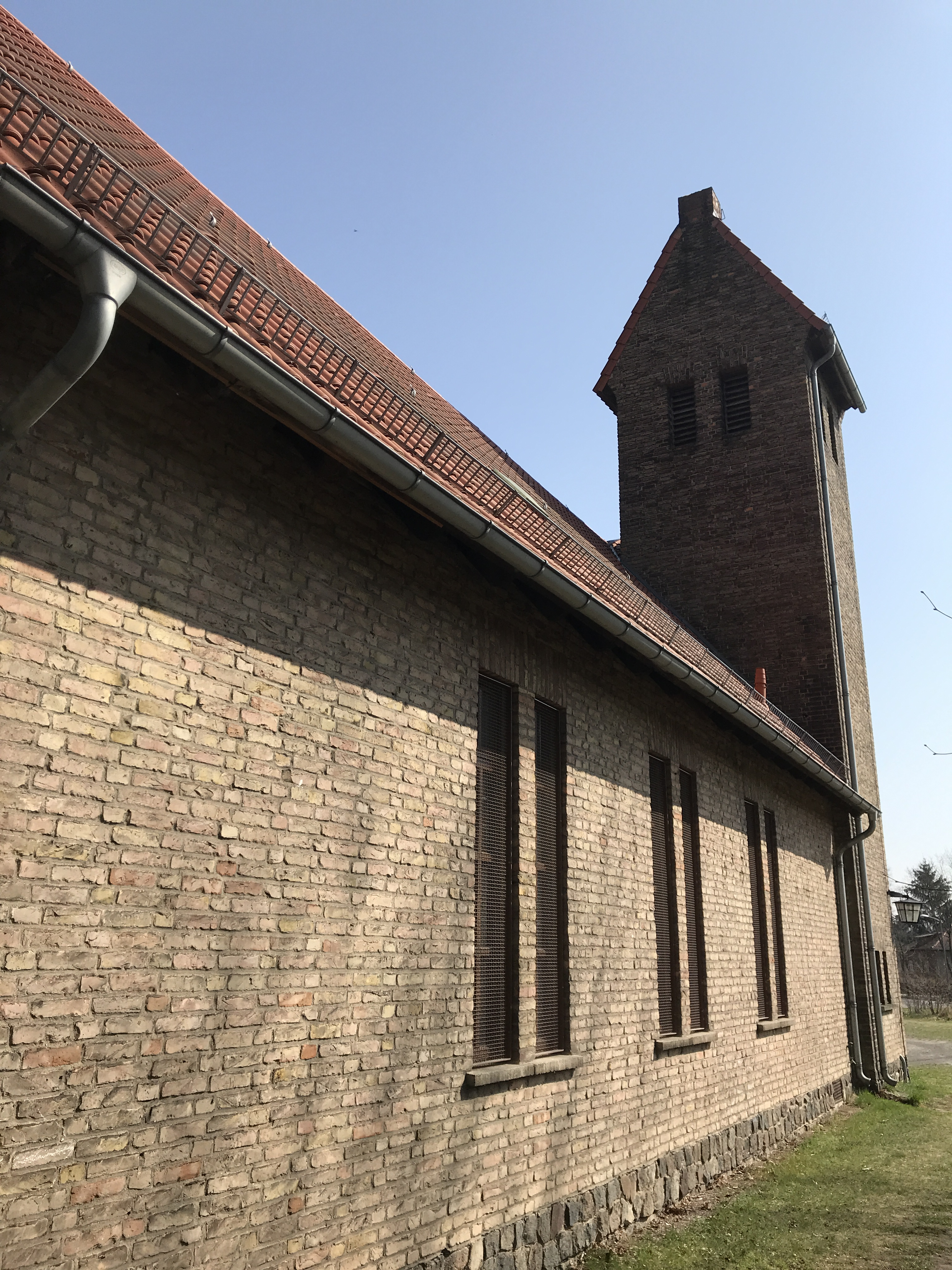
Ansicht von Südwesten

Das Bauwerk wurde als Saalkirche im Wesentlichen aus Kalksandstein und dunklen Mauersteinen auf einem Sockel aus unbehauenen und nur wenig lagig geschichteten Feldsteinen errichtet. Der Chor ist gerade und nicht eingezogen. An seiner Nordwestseite ist im unteren Bereich an den beiden Außenseiten je eine rechteckige Tür sowie zu den Außenseiten hin ein kleines und hochrechteckiges Fenster. Im Giebel erstellten die Handwerker aus Mauersteinen ein großes Kreuz.
Das Kirchenschiff hat einen rechteckigen Grundriss. An der Nordost- und Südwestseite des Schiffs sind je sechs hochrechteckige Fenster, die paarweise angeordnet wurden. Der Zutritt erfolgt über ein gedrückt-segmentbogenförmiges Portal von Südosten her. Nach Nordosten befinden sich im unteren Geschoss fünf rechteckige Fenster. Sie werden um einen Anbau nach Nordosten hin verlängert, der durch ein Schleppdach optisch in das übrige Bauwerk integriert wird. An der Nordostseite sind zwei kleine, rechteckige Fenster. Die Fassade an der Südostseite wird von einem großen und mittig angebrachten Ochsenauge dominiert. Darüber sind zwei paarweise angeordnete Öffnungen. Zwei weitere Öffnungen befinden sich im Turm selbst. Sie führen optisch auf ein großes Kreuz, das ebenfalls mit hervorspringenden Mauersteinen im Bauwerk erzeugt wurde. An den anderen Seiten sind eine bzw. zwei Klangarkaden. Der Turm trägt ein quer stehendes Satteldach.

## Ausstattung

### Orgel

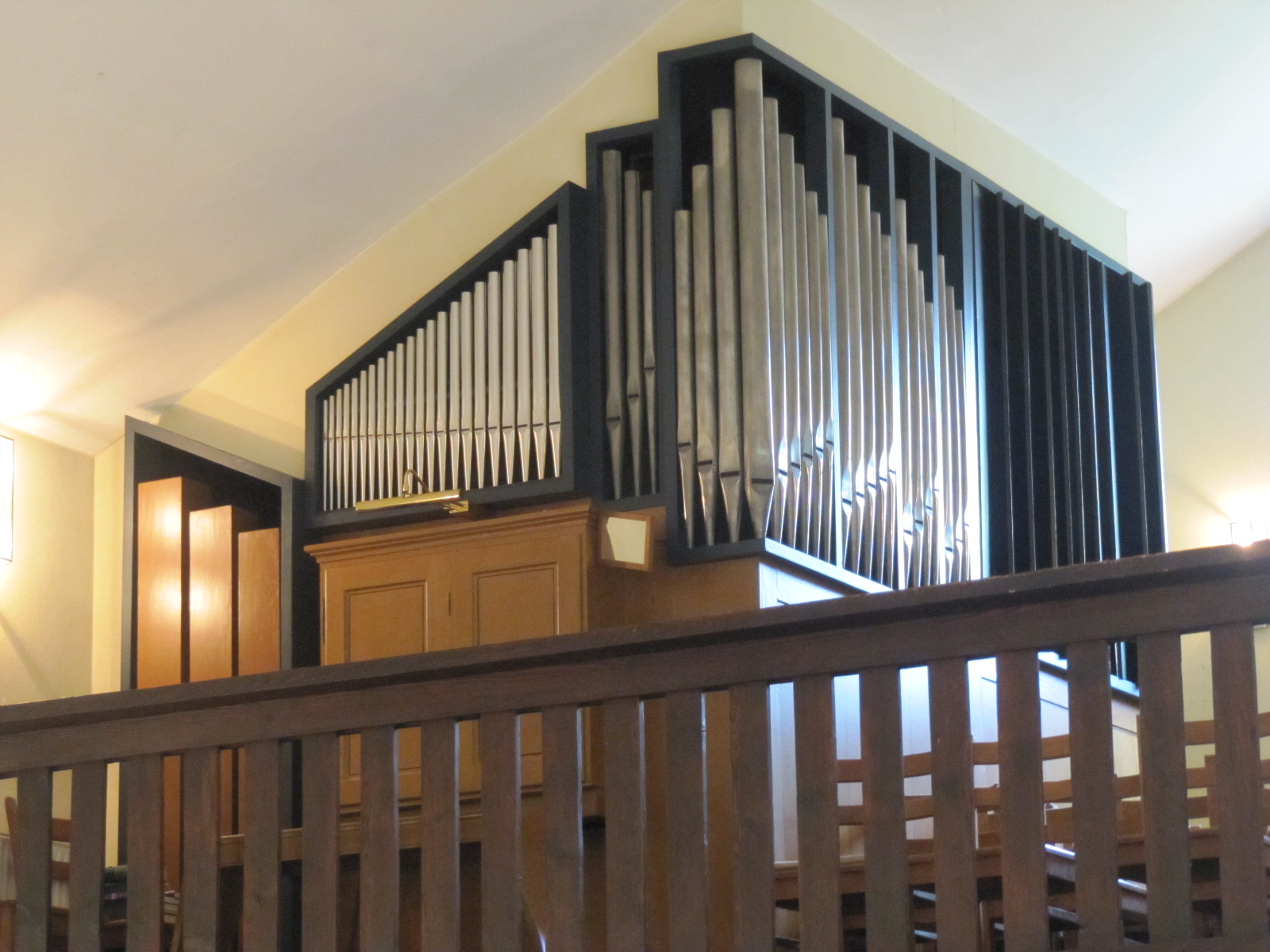
Orgel

Die Orgel wurde 1869 von Wilhelm Remler mit einem neugotischen Prospekt für die Patronatskirche in Alt-Schulzendorf erbaut. Sie wurde nach der Entwidmung der Patronatskirche in den Jahren 1985/1986 in die Kreuzkirche umgesetzt, dort um ein Register erweitert und in ein neues Gehäuse eingebaut. Die Disposition lautet:
| I Manual C–f3 |            |       |
| 1.            | Principal  | 8′    |
| 2.            | Gedact     | 4′    |
| 3.            | Octave     | 4′    |
| 4.            | Flöte      | 4′    |
| 5.            | Sup.Octave | 2′    |
| 6.            | Quinte     | 1 ⁄3′ |

| Pedal C–d1 |        |     |
| 7.         | Subbaß | 16′ |

Technische Daten
- Schleiflade
- Spieltisch:
  - Spielschrank
  - 1 Manual
  - Pedal
  - Registerzüge
- Traktur:
  - mechanische Tontraktur
  - mechanische Registertraktur